# Virksunddæmningen
Virksunddæmningen er en vejdæmning, der opdæmmer vandet mellem Hjarbæk Fjord og Lovns Bredning ved Virksund i Midtjylland. Den er bygget i 1966 og forbinder den del af sekundærrute 579 kaldet Hobrovej med delen kaldet Skivevej. 
Byggeriet af dæmningen betød at saltindholdet i Hjarbæk Fjord ændrede sig, og samtidigt steg udledning af kvælstof og fosfor gennem de fire åer, der har udløb i Hjarbæk Fjord.
I dæmningen er der lavet en sluse så man kan sejle fra Hjarbæk Fjord til Lovns Bredning.
Dæmningen blev i sommeren 2004 repareret grundet massive rustangreb.